# Sowetskoje (Region Altai)
Sowetskoje (russisch Сове́тское) ist ein Dorf (selo) in der Region Altai (Russland) mit 5233 Einwohnern (Stand 14. Oktober 2010).

## Geographie
Der Ort liegt etwa 160 km Luftlinie südöstlich des Regionsverwaltungszentrums Barnaul und 30 km südsüdöstlich von Bijsk in der Voraltaiebene (Predaltaiskaja rawnina). Er befindet sich am linken Ufer der Kamenka, die bei Bijsk von links in den Katun mündet, wenig oberhalb von dessen Vereinigung mit der Bija zum Ob.
Sowetskoje ist Verwaltungssitz des Rajons Sowetski sowie Sitz und einzige Ortschaft der Landgemeinde Sowetski selsowet.

## Geschichte
Das Dorf wurde 1856 unter dem Namen Grjasnucha gegründet. Seit 1935 ist es Zentrum eines Rajons. 1960 erfolgte die Umbenennung des Dorfes und des Rajons in Sowetskoje beziehungsweise Sowetski, also etwa Sowjetdorf und -rajon – der alte Name bezog sich auf das russische Wort grjas für Schmutz.

### Bevölkerungsentwicklung
| Jahr | Einwohner |
| ---- | --------- |
| 1939 | 3108      |
| 1959 | 3132      |
| 1970 | 3510      |
| 1979 | 4340      |
| 1989 | 5366      |
| 2002 | 5484      |
| 2010 | 5233      |

Anmerkung: Volkszählungsdaten

## Verkehr
Der Ort liegt an der Regionalstraße R369, die südlich von Bijsk von der R368 abzweigt, der Kamenka aufwärts bis Altaiskoje folgt und in der benachbarten Republik Altai bei Tscherga an die Fernstraße M52 anschließt.

## Söhne und Töchter des Orts
- Tatjana Mersljakowa (* 1957), Journalistin und Menschenrechtsaktivistin